# Bán đảo Chukotka

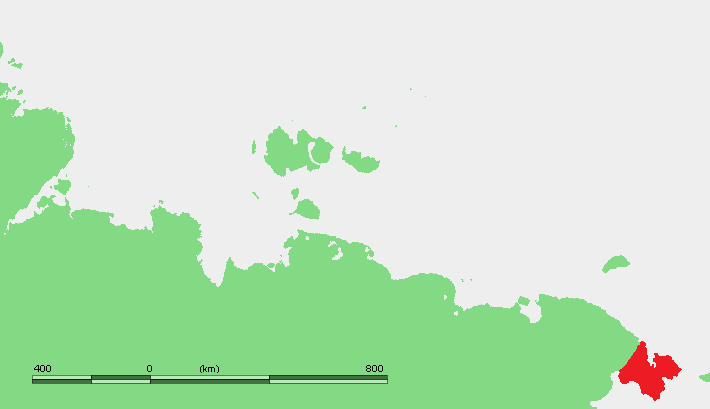
Vị trí của bán đảo Chukotka (Chukchi), phần màu đỏ tại miền viễn đông của Siberi.

Bán đảo Chukotka hay bán đảo Chukchi, bán đảo Chukotsky (tiếng Nga: Чукотский полуостров), với tọa độ trung tâm khoảng 66° vĩ bắc 172° kinh tây, là khu vực xa nhất về phía đông bắc của châu Á. Phần cực đông của nó là mũi Dezhnev gần làng Uelen. Nó có ranh giới là biển Chukotka (hay biển Chukchi) và biển Đông Siberi ở phía bắc, biển Bering ở phía nam và eo biển Bering ở phía đông. Bán đảo này là một phần của Khu tự trị Chukotka thuộc Liên bang Nga. Tại phía đông của bán đảo này, ở mé bên kia eo biển Bering là Alaska.
Bán đảo này là quê hương của người Chukchi, một số sắc tộc Eskimo (như Yupik Siberi và Sireniki Eskimo), Koryaks, Chuvans, Evens/Lamuts, Yukagirs và một số người Nga định cư tại đây.
Bán đảo này nằm dọc theo lộ trình hàng hải phương Bắc (hành lang Đông Bắc).
Khí hậu tại đây là khắc nghiệt. Dọc theo các bờ biển là khí hậu hải dương, nhưng sâu vào trong đất liền là khí hậu lục địa với kiểu thời tiết và nhiệt độ đặc trưng cho mùa đông kéo dài tới 10 tháng.
Các ngành công nghiệp trên bán đảo này có khai mỏ (thiếc, chì, kẽm, vàng, than), săn bắn và đánh bẫy thú, nuôi tuần lộc và đánh bắt cá.